# Kórzhevski (Slaviansk, Krasnodar)
Kórzhevski (del ruso: Коржевский) es un jútor del raión de Slaviansk del krai de Krasnodar, en el sur de Rusia. Está situado junto a un pequeño embalse en la orilla derecha del río Kubán, en su delta, 33 km al oeste de Slaviansk-na-Kubani y 100 al oeste de Krasnodar, la capital del krai. Tenía 3 683 habitantes en 2010.
Es cabeza del municipio Korzhevskoye, al que pertenece asimismo Shaparskoi.

## Historia
Su nombre deriva del apellido de su fundador, Onufri Kórzhevski, quien tras retirarse del servicio militar en 1868, recibió estas tierras, pertenecientes a Anastásiyevskaya. Oficialmente, el jútor fue fundado en 1870

## Demografía
| 2002  | 2010  |
| ----- | ----- |
| 3 877 | 3 683 |

### Composición étnica
De los 3 877 habitantes que había en 2002, el 89.5 % era de etnia rusa, el 4.7 % era de etnia ucraniana, el 1.1 % era de etnia bielorrusa, el 1 % era de etnia alemana, el 0.5 % era de etnia tártara, el 0.3 % era de etnia armenia, el 0.2 % era de etnia georgiana, el 0.1 % era de etnia griega y el 0.1 % era de etnia gitana

## Servicios sociales
En cuanto a la educación, la población cuenta con el jardín de infancia nº 31, la escuela nº19, una filial de la escuela musical de Anastasiyevskaya, una Casa de Cultura, una biblioteca, una Escuela de Deportes  y un estadio..

## Lugares de interés
Cerca de la escuela existe un museo de historia local. En el centro de la población se halla un parque memorial a los cáidos en 1942-1943 en los combates por la defensa y liberación de la localidad en la Gran Guerra Patria y un monumento, erigido en 1971, a las francotiradoras Nina Babai, Galina Gushchik y Raisa Tereshchenko, que murieron en 1943. En la localidad se halla la iglesia Sviato-Tijonovski.
En los alrededores de la localidad hay varios yacimientos arqueológicos. El yacimiento Kurkinskoye, fechado entre el siglo XV y el siglo XVIII, se halla 1,5 km al oeste del jútor. Se han hallado dos conjuntos de kurganes con restos de entre el III milenio a. C. y el siglo XV, el conjunto Korzhevakaya 1 (2 túmulos, 0,9 km al sudeste) y el conjunto Korzhevkskaya 2» (3 túmulos, 3 km al nordeste). Dos kurganes aislados con restos de las misma épocas se hallan respectivamente en la zona norte de la localidad y 1 km al oeste de la misma, Kórzhevski 1 y Korzhevski 2.

## Economía y transporte
Las principales empresas de la localidad son la OOO SOPJ Ordynskoye y la FRUP KOPZ, un molino y una almazara.
La carretera entre Krasnodar y Port Kavkaz pasa por Kórzhevski.